# Karaby kyrka
Karaby kyrka är en kyrkobyggnad som sedan 2006 tillhör Örslösa församling (tidigare Karaby församling) i Skara stift. Den ligger i Lidköpings kommun.

## Ursprungliga kyrkan

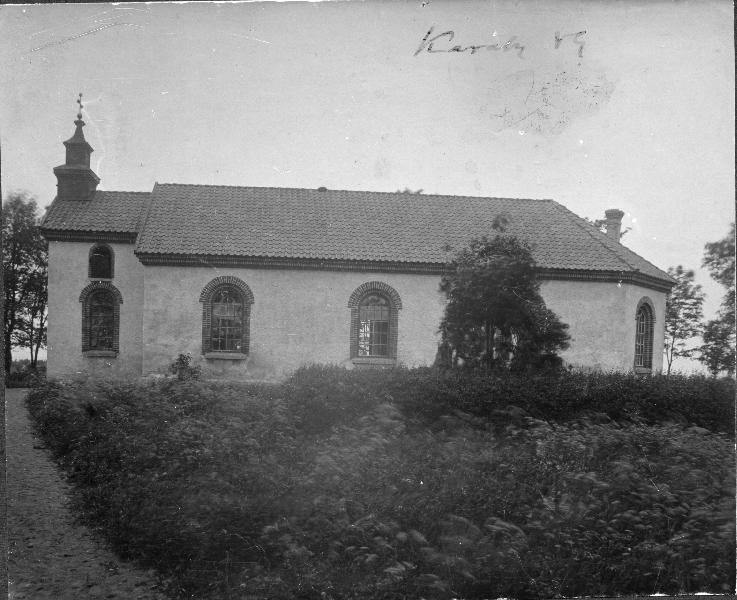
Den ursprungliga kyrkan

Ursprungliga kyrkan uppfördes sannolikt under 1100-talet eller tidigt på 1200-talet. Kyrkan bestod av ett rektangulärt långhus med rakslutet kor. Koret raserades när långhuset förlängdes med ett tresidigt kor i öster, vilket troligen skedde på 1700-talet. En stor ombyggnad ägde rum 1882 då vapenhuset i södra änden revs och ett nytt vapenhus av tegel byggdes till i kyrkans västra ände. 9 februari 1919 ödelades kyrkan av en eldsvåda, så endast vapenhuset, en kyrkklocka samt rester av muren fanns kvar. På en kyrkstämma 24 februari fattades beslut att kyrkan snarast skulle återuppbyggas.

## Nuvarande kyrka
Åren 1922-1924 byggdes nuvarande kyrka på de gamla murarna. Vapenhuset ersattes av ett kyrktorn och i norra änden byggde man till en sakristia. Arkitekt var Knut Nordenskjöld. Inredningen ritades och planerades av Axel Forssén, som även ledde arbetena. 13 januari 1924 invigdes den nya kyrkan.
I sin nuvarande form består kyrkan av ett rektangulärt, lågt långhus med ett tresidigt avslutat kor i öster av samma bredd som långhuset. I väster finns ett smalare kyrktorn med ingång och vapenhus i bottenvåningen. Norr om koret finns en vidbyggd sakristia. Långhuset täcks av ett sadeltak som är valmat över koret. Sakristian täcks av ett sadeltak. Alla dessa tak täcks av enkupigt lertegel. Torntaket har en flack huv och ovanpå denna en åttasidig lanternin med tornspira som kröns med kopparkula och förgylld kyrktupp. Tornspira och huv täcks av träspån. Stuprör och hängrännor är av järnplåt.

## Inventarier
- Altartavla, en äldre, rundbågig altartavla från 1923, nu placerad på nordväggen, är målad i olja av Gunnar Erik Ström. Bilden visar Kristi uppståndelse.
- Altaruppsats som består av ett tredelat altarskåp med färgrika figurer i friskulptur. Altarskåpet av Erik Nilsson, Harplinge är gjort 1965. I mittpartiet avbildas Maria med det nyfödda Jesusbarnet samt herdarna som tillber barnet. Den norra flygeln visar Marie bebådelse och den södra Jesus i templet vid 12 års ålder. Altarskåpet kröns av en genombruten bård av profilsågade och guldfärgade voluter. Altarskåpets rektangulära bas är grön med guldfärgat textband. Inskriptionen i form av bibelcitat är i relief.
- Altarring från 1923 består av ett rakt, delbart skrank, målat i mörkt grått. Dekoren utgörs av grå rektangulära utsarade speglar, ådrade i blått. Armstödet är av trä, medan knäfallet är stoppat och klätt med rött tyg.
- Dopfunten är romansk av sandsten. Den har rundad cuppa med reliefdekor i form av liggande palmettliknade bård. Ett stycke av cuppans övre kant saknas. Mellan cuppan och den fyrsidiga fotplattan är en bred vulst.
- Nuvarande orgel är byggd 1954 av Smedmans orgelbyggeri AB i Lidköping. Fasaden är ritad av Adolf Niklasson.